# Guillermo Graaven
Guillermo Graaven (Amsterdam, 17 januari 1982) is een Nederlands voormalig voetballer die als aanvaller speelde.
Nadat hij de jeugdopleiding bij Ajax doorlopen had ging Graaven samen met teamgenoot Nabil Abidallah via makelaar, en oud-speler van de club, Romeo Zondervan naar Ipswich Town in Engeland. Daar kwam hij door blessures in z'n eerste seizoen en door een aanklacht wegens verkrachting die geseponeerd werd, niet aan spelen toe en eind 2001 verliet hij de club. Graaven liep stage bij onder meer Motherwell FC, Standard Luik en RSC Anderlecht maar kreeg geen contract. Hij debuteerde in het profvoetbal bij TOP Oss en speelde vervolgens voor Stormvogels Telstar in de Eerste divisie. Hierna speelde Graaven nog bijna jaarlijks voor een andere amateurclub in de Hoofd- en Eerste klasse.
Graaven was Nederlands jeugdinternational.